# تالر ألماني شمالي

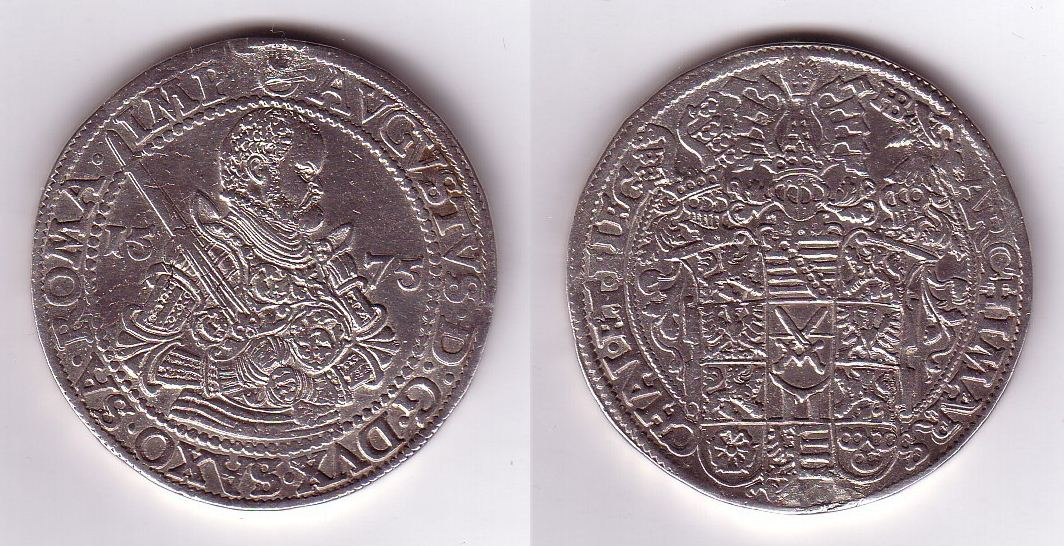
تالر انتخابية ساكسونيا صدر في درسدن سنة 1575

التالر الألماني الشمالي هي عملة تالر استعملت في ولايات ألمانيا الشمالية للفترة 1690 إلى 1873، في البداية تحت حكم الإمبراطورية الرومانية المقدسة ثم تحت حكم الاتحاد الألماني.
كان معادلا للتالر الإمبراطوري الفضي منذ 1566 وحتى الأزمة المالية عام 1618، حيث أصبح لهذا التالر قيمة أقل من التالر الإمبراطوري وحددت قيمته لأول مرة في عام 1667 وأصبحت مستخدمة على نطاق واسع بعد اعتماد معيار عملة لايبزيغ عام 1690.
بعد أربعينيات القرن التاسع عشر، جعلت ولايات ألمانيا الشمالية المختلفة عملة التالر الألماني الشمالي مساويًا في القيمة للتالر البروسي؛ تم بعد ذلك جعل هذه الثالرات مساوية تالر الاتحاد في عام 1857. وفي عام 1873، استبدلت جميع أنواع التالرات وتالرات الاتحاد المختلفة في ألمانيا الشمالية بالمارك الذهبي الألمانية بقيمة 3 ماركات لكل تالر.
تستخدم العديد من الكتب القديمة بشكل مربك مصطلح التالر الإمبراطوري للإشارة إلى العملة الفضية المسكوكة بالإضافة إلى وحدة العملة. يتم توضيح ذلك من خلال الإشارة إلى العملة ذات القيمة الكاملة مثل عملة التالر الإمبراطوري وأجزاء عملة التالر الإمبراطوري (كورانت).